# Kutlubey
Kutlubey (früher Moraca) ist eine Kleinstadt im Landkreis Bekilli der türkischen Provinz Denizli. Kutlubey liegt etwa 95 km nordöstlich der Provinzhauptstadt Denizli und 11 km nordwestlich von Bekilli. Kutlubey hatte laut der letzten Volkszählung 914 Einwohner (Stand Ende Dezember 2010).